# Henrik Holm (tennisspelare)
Henrik Holm, född 22 augusti 1968, är en svensk tennisspelare. Han vann fem dubbeltitlar under sin karriär och var som högst rankad på 17:e plats på ATP:s singelrankning.

## Karriär
Holm nådde sin första singelfinal på ATP-touren i juli 1992, då han förlorade mot tjecken Petr Korda i Sovran Bank Classic. Senare samma år nådde han även finalen i Tokyo Indoor, där det blev förlust mot Ivan Lendl.

## Privatliv
Henrik Holms far, Christer Holm, var också en tennisspelare som spelat i Davis Cup och som under 1960-talet var rankad tvåa i Sverige.  Hans mor, Gun, var tennistränare.

## Titlar

### Dubbel (5 titlar
- 1993 – ABN Amro World Tennis Tournament (med Anders Järryd)
- 1993 – BMW Open (med Martin Damm)
- 1993 – Swedish Open (med Anders Järryd)
- 1994 – ATP Zaragoza (med Anders Järryd)
- 1994 – Japan Open Tennis Championships (med Anders Järryd)